# شينجي أندو
شينجي أندو (باليابانية: 安藤真児؛ بالكانا: あんどう しんじ) هو لاعب كرة قاعدة ياباني، ولد في 2 سبتمبر 1970 في سايكي في اليابان.

## روابط خارجية
- شينجي أندو على موقع الدوري الياباني لكرة القاعدة (الإنجليزية)
- شينجي أندو على موقعبيزبول رفرنس.كوم (الدوري الثانوي) (الإنجليزية)